# 10813 Mästerby
(10813) Mästerby, denumire internațională (10813) Masterby, este un asteroid din centura principală de asteroizi.

## Descriere
10813 Mästerby este un asteroid din centura principală de asteroizi. A fost descoperit pe 19 martie 1993 la Observatorul La Silla în cadrul programului UESAC. Asteroidul prezintă o orbită caracterizată de o semiaxă mare de 3,21 ua, o excentricitate de 0,05 și o înclinație de 21,7° în raport cu ecliptica.